# Erika Burkart
Erika Burkart, verheiratete Halter (* 8. Februar 1922 in Aarau; † 14. April 2010 in Muri AG), war eine Schweizer Schriftstellerin.

## Leben

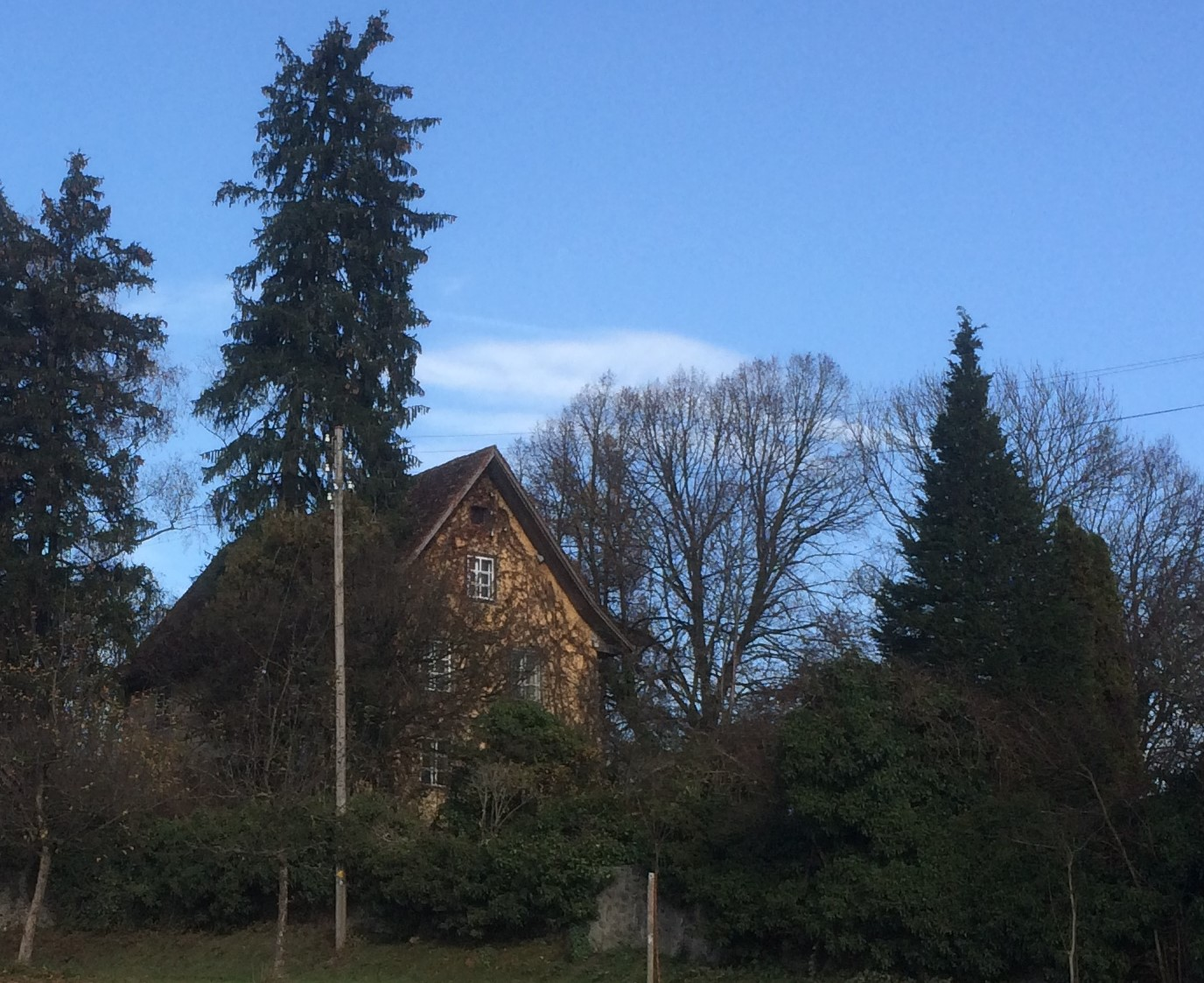
Erika Burkarts Wohnhaus auf dem Kapf

Erika Burkart wurde 1922 in Aarau geboren und wuchs in Althäusern bei Aristau im Aargauer Freiamt auf – im Landhaus Kapf, der ehemaligen Sommerresidenz der Fürstäbte von Muri, zu einer Wein- und Speise-Wirthschaft umgestaltet. Ihr Vater, Walter Burkart (1883–1961), einst Grosswildjäger in Südamerika und Verfasser des Buchs Der Reiherjäger vom Gran Chaco, betreute die Gaststube, wurde aber im Laufe der Zeit selbst immer mehr zu seinem besten Gast. Die Mutter, Marie Hedwig Glaser (1893–1972), war als Lehrerin tätig und sicherte daneben mit weiteren Gelegenheitsarbeiten den Unterhalt der Familie. Ihre beiden Töchter führte sie ins Reich der Literatur, besonders der Sagen und Märchen, ein.
Nach der Ausbildung zur Primarlehrerin am Lehrerinnenseminar Aarau unterrichtete Erika Burkart während einiger Jahre an verschiedenen Schulen – eine Tätigkeit, die sie 1953 wegen einer Herzkrankheit aufgeben musste. Sie selber fühlte sich befreit, und bald erschienen in regelmässigen Abständen zunächst Gedichtbände, ab 1970 auch Romane und Aufzeichnungen. 2005 wurde ihr als erster Autorin der Grosse Schillerpreis der Schweizerischen Schillerstiftung für ihr Gesamtwerk zuteil.
Viele ihrer Gedichte wurden von namhaften Komponisten vertont, so u. a. von Gottfried von Einem, Rudolf Kelterborn, Gerd Kühr, Armin Schibler, János Tamás und Balz Trümpy.
Erika Burkart war bis zu ihrem Tod mit dem Schriftsteller Ernst Halter verheiratet. Von wenigen längeren Auslandsaufenthalten und -reisen abgesehen, lebte das Paar im Landhaus Kapf bei Aristau. Sie starb am 14. April 2010 im Alter von 88 Jahren in Muri im Kanton Aargau. Ihr Archiv befindet sich im Schweizerischen Literaturarchiv in Bern.

## Werke

### Gedichtbände
- Der dunkle Vogel, Tschudy Verlag, St. Gallen 1953
- Sterngefährten, Tschudy Verlag, St. Gallen 1955
- Bann und Flug, Tschudy Verlag, St. Gallen 1956
- Geist der Fluren, Tschudy Verlag, St. Gallen 1958
- Die gerettete Erde, Tschudy Verlag, St. Gallen 1960
- Mit den Augen der Kore, Tschudy Verlag, St. Gallen 1962
- Ich lebe, Artemis Verlag, Zürich 1964
- Die weichenden Ufer, Artemis Verlag, Zürich 1967
- Fernkristall. Ausgewählte Gedichte, Verlag an der Hartnau, Tobel (TG) 1972
- Die Transparenz der Scherben, Benziger Verlag, Zürich 1973
- Das Licht im Kahlschlag, Artemis Verlag, Zürich 1977
- Augenzeuge. Ausgewählte Gedichte, Artemis Verlag, Zürich 1978
- Die Freiheit der Nacht, Artemis Verlag, Zürich 1981
- Sternbild des Kindes, Artemis Verlag, Zürich 1984
- Schweigeminute, Artemis Verlag, Zürich 1988
- Ich suche den blauen Mohn, Pflanzengedichte (Blumenbilder Max Löw), GS-Verlag, Basel 1989
- Die Zärtlichkeit der Schatten, Ammann Verlag, Zürich 1991
- Stille fernster Rückruf, Ammann Verlag, Zürich 1997
- Langsamer Satz, Ammann Verlag, Zürich 2002
- Ortlose Nähe, Ammann Verlag, Zürich 2005
- Geheimbrief, Ammann Verlag, Zürich 2009
- Geheimbund der Stille – ein Lyrik-Abtausch aus 15 Jahren (oder von der poetischen Zwiesprache im virtuellen Zeitalter); Gedichte von Erika Burkart und mischa vetere, t-edition, Zürich 2010, ISBN 978-3-85631-103-2.
- Das späte Erkennen der Zeichen, Weissbooks.w Verlag, Frankfurt am Main 2010
- Nachtschicht / Schattenzone, Weissbooks.w Verlag, Frankfurt am Main 2011, zusammen mit Ernst Halter, ISBN 978-3-940888-14-3.
- Spiegelschrift. Gedichte – die große Auswahl. Hrsg. und mit einem Vorwort von Ernst Halter. Limmat Verlag, Zürich 2022, ISBN 978-3-03926-031-7.

### Prosawerke
- Moräne, Roman, Walter Verlag, Olten 1970
- Jemand entfernt sich, Erzählungen, Benziger Verlag, Zürich 1972
- Rufweite, Artemis Verlag, Zürich 1975
- Der Weg zu den Schafen, Roman, Artemis Verlag, Zürich 1979
- Die Spiele der Erkenntnis, Artemis Verlag, Zürich 1985
- Das Schimmern der Flügel, Ammann Verlag, Zürich 1994
- Grundwasserstrom. Aufzeichnungen, Ammann Verlag, Zürich 2000, ISBN 978-3-250-10416-2, Neuausgabe: Edition Nautilus, Hamburg 2012, ISBN 978-3-942374-25-5.
- Die Vikarin, Ammann Verlag, Zürich 2006
- Am Fenster, wo die Nacht einbricht, Aufzeichnungen, Hrsg. Ernst Halter, Limmat Verlag, Zürich 2013, ISBN 978-3-85791-696-0.

## Auszeichnungen (Auswahl)
- Internationaler Lions Club 1956
- Droste-Preis der Stadt Meersburg 1957
- Schweizerische Schillerstiftung: Einzelwerkpreis 1958 und 1971
- Conrad-Ferdinand-Meyer-Preis 1961
- Kulturpreis der Pro Argovia 1964
- Ehrengabe der Stadt Zürich 1970
- Ida-Dehmel-Literaturpreis der GEDOK 1971
- Werkjahr für Aargauer Kunstschaffende 1972
- Johann-Peter-Hebel-Preis 1978
- Werkbeitrag des Kantons Zürich 1979
- Aargauer Literaturpreis 1980
- Werkauftrag Pro Helvetia 1986, 1999
- Wolfgang-Amadeus-Mozart-Preis der Johann-Wolfgang-von-Goethe-Stiftung 1990
- Gottfried-Keller-Preis der Stiftung Martin Bodmer 1992
- Schillerpreis der Zürcher Kantonalbank 1995
- Ehrengabe der Stadt Zürich 2000
- Joseph-Breitbach-Preis 2002 der Akademie Mainz
- Ehrengabe der Stadt Zürich 2002
- Grosser Schillerpreis 2005